# Benton County (Minnesota)
Benton County is een county in de Amerikaanse staat Minnesota.
De county heeft een landoppervlakte van 1.057 km² en telt 34.226 inwoners (volkstelling 2000). De hoofdplaats is Foley.